# Cabot Square

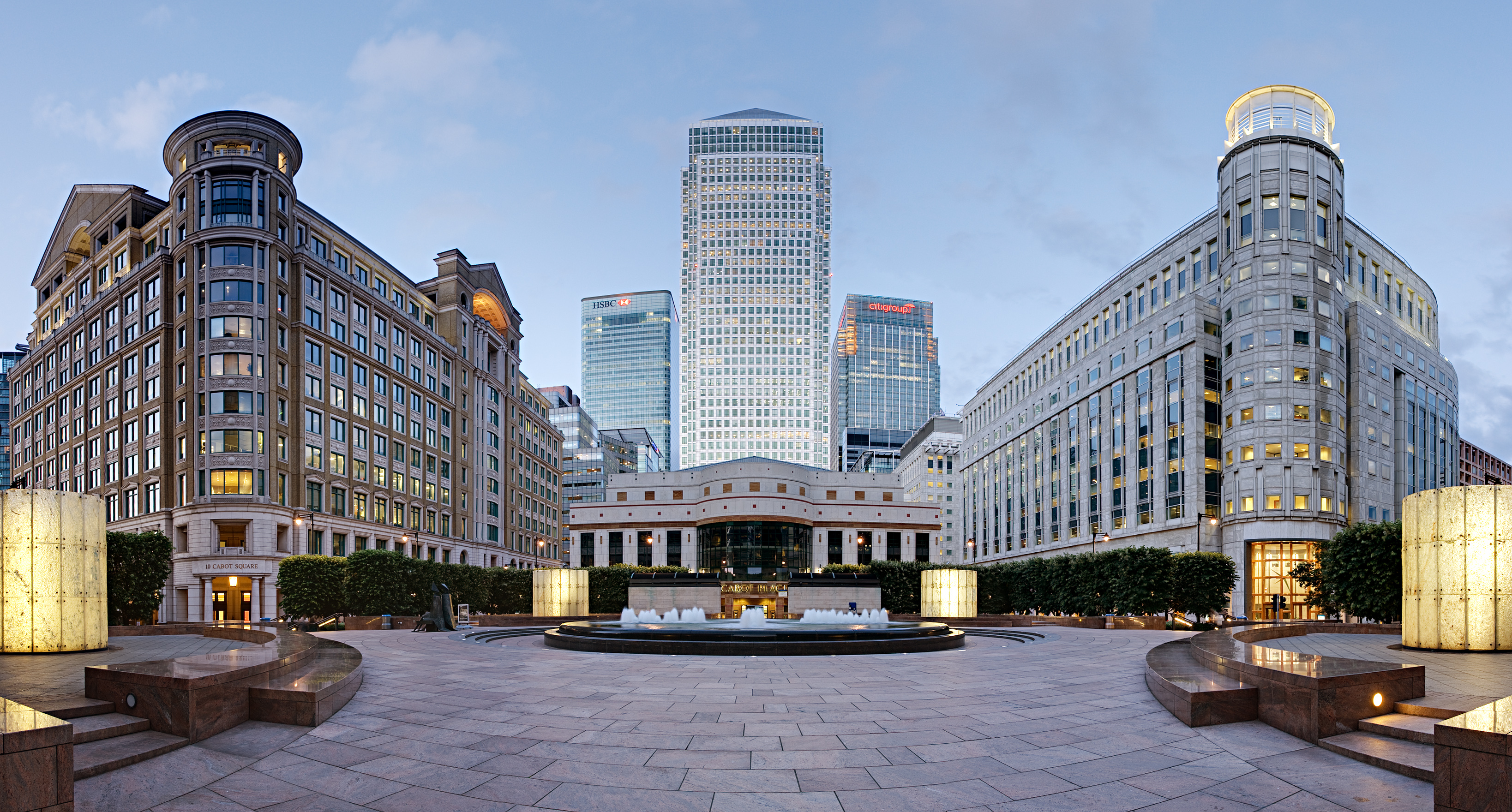
Os três maiores prédios comerciais do Reino Unido vistos da Cabot Square: 8 Canada Square (à esquerda), One Canada Square (centro), Citigroup Centre (à direita).

A Cabot Square (em português:Praça Cabotto) é uma das praças centrais do Canary Wharf em Londres. A praça inclui uma fontes, monumentos de arte e shoppings. A praça situa-se à frente do Cabot Hall, aberto em 1991 e convertido em restaurante em 2006. O nome é uma referêcnia ao explorador Giovanni Caboto.